# Neusiedlermeer
Het Neusiedlermeer (Duits: Neusiedler See, Hongaars: Fertő tó) is een meer dat deels in Oostenrijk, deels in  Hongarije ligt. 
Het is na het Balatonmeer het grootste meer van Midden-Europa.
Het meer wordt gekenmerkt door zijn geringe diepte, rietvelden, brak en modderig water, en een mild maar winderig klimaat. Het landschap wordt beschermd door het Nationaal Park Neusiedler See-Seewinkel in Oostenrijk en het Nationaal park Fertő-Hanság in Hongarije.
Het heeft een oppervlakte van 315 km², waarvan 240 km² op Oostenrijks en 75 km² op Hongaars grondgebied. Het waterniveau ligt gemiddeld 115,45 m boven dat van de Adriatische Zee. Daarmee is het Neusiedlermeer het grootste meer van Oostenrijk en tevens het laagste punt van dat land. Van noord tot zuid is het meer ongeveer 36 km lang en van oost naar west tussen de 6 en 12 km breed. Gemiddeld is het ongeveer 1 meter diep, en op het diepste punt 1,8 meter.
De Seewinkel is van het bekken van het Neusiedlermeer afgesneden door een lage zandwal, een soort fossiel duin. In de zomer valt dit bekken volledig droog.
Afhankelijk van de hoeveelheid regenval kan het waterniveau flink stijgen of dalen. In het verleden is het meer weleens volledig drooggevallen, voor het laatst van 1864 tot 1870. De Wulka is de belangrijkste toeleverende rivier. Het meer heeft geen natuurlijke afvoer en was daarmee een endoreïsch bekken, maar sinds 1895 wordt de waterstand gereguleerd door het Einser-kanaal, dat via onder meer de Rábca (Rabnitz) afwatert op de Donau.
Het wateroppervlak wordt vrijwel geheel omringd door een dichte rietkraag. Door de overheersend noordwestelijke wind groeit er aan de oostoever beduidend minder riet dan aan de westoever: bij Donnerskirchen is de rietkraag tot acht kilometer breed, en Podersdorf ligt aan het enige rietvrije stuk strand van twee kilometer lengte. Tijdens de zomermaanden zijn er soms rietbranden: het droge riet is gemakkelijk ontvlambaar en door de wind op de open vlakte kan een brand zich snel uitbreiden.
Zowel Oostenrijk als Hongarije hebben een nationaal park gevormd van het meer en zijn omgeving, beide parken zijn samen sinds 2001 als cultuurlandschap opgenomen in de Werelderfgoedlijst van de Unesco.

## Ontstaan van het Neusiedlermeer
In het Tertiair was dit hele gebied één grote binnenzee. In latere tijden werd deze voor het grootste gedeelte gevuld met puin en gruis van de omringende bergen en dit werd weer toegedekt met zand en leem.
Zo ontstond een vlakte, een soort kom die nog lager lag dan de aangrenzende poesta. Breed uitwaaierend zocht de Donau toen haar weg hierdoor, totdat nieuwe puinmassa's de rivier weer in een andere richting dwongen. Achter de puinhoopruggen bleef ten slotte het meer over, even hoog als het grondwater van het omliggende gebied, dat ook zeer vlak en lager dan de overige Oostenrijkse en Hongaarse gebieden is.

## Werelderfgoed
Het Neusiedlermeer (Fertő) is in 2001 op de werelderfgoedlijst geplaatst. De inschrijving omvat een gebied van 684 km².

## Geschiedenis

### 1956
In de zomer en in het najaar van 1956 vluchtten duizenden Hongaren ten tijde van de Hongaarse Opstand naar het westen over de Oostenrijkse grens bij het meer. Een belangrijke ontsnappingsroute voor velen vormde een kleine houten brug ter hoogte van het Oostenrijkse plaatsje Andau. Ongeveer 70.000 Hongaren verlieten via deze brug te voet de toenmalige Hongaarse volksrepubliek. Voorbij deze brug moesten ze een negen kilometer lange weg lopen, die de naam Fluchtstrasse zou krijgen, naar het dorpje Andau, waar ze gastvrij werden onthaald door de plaatselijke bevolking.
Op 21 november 1956 werd deze brug door het Rode Leger opgeblazen. In 1996 zou deze als vrijheidssymbool worden gerestaureerd.

### 1989
Aan de Hongaarse oever van het meer nabij de stad Sopron vond op 19 augustus 1989 de Pan-Europese picknick plaats, nadat deze locatie in de zomer van dat jaar steeds vaker werd gebruikt door vluchtelingen uit de DDR om aldus via Hongarije en Oostenrijk zonder uitreisvisum in West-Duitsland te geraken, sinds ter plekke op 27 juni het prikkeldraad van de grensafscheiding was verwijderd, die een onderdeel vormde van het IJzeren Gordijn. Ruim 600 DDR-burgers maakten van de gelegenheid gebruik om de grens naar Oostenrijk over te steken en te vluchten naar de Bondsrepubliek. Hierna zouden nog duizenden DDR-burgers gebruik maken van deze route: een gebeurtenis die mede de aanzet vormde tot die Wende. Vanaf 11 september, de datum waarop Hongarije de grens met Oostenrijk officieel openstelde, vluchtten via Hongarije binnen 3 dagen 15.000 DDR-burgers, tot het eind van de maand gevolgd door nog eens 20.000 vluchtelingen.
- Biblioteca Nacional de España: XX461705
- Gemeinsame Normdatei: 4041918-6
- Nationale Bibliotheek van Letland: 000339259
- Nationale Bibliotheek van Tsjechië: ge138091
- Nationale Bibliotheek van Israël: 987007565618505171
- Système universitaire de documentation: 20021313X
- Virtual International Authority File: 316431030

Historisch centrum van de stad Salzburg ·
Paleis en tuinen van Schönbrunn ·
Semmeringspoorlijn ·
Cultuurlandschap Hallstatt-Dachstein / Salzkammergut ·
Stad Graz - historisch centrum en slot Eggenberg ·
Cultuurlandschap Wachau ·
Historisch centrum van Wenen ·
Cultuurlandschap Fertő/Neusiedlermeer · 
Oude en voorhistorische beukenbossen van de Karpaten en andere regio's van Europa ·
Prehistorische paalwoningen in de Alpen ·
Historische kuuroorden van Europa (Baden bei Wien) ·
Grenzen van het Romeinse Rijk - De Donaulimes (Westelijk gedeelte)